# Dunsmore Motor Traction

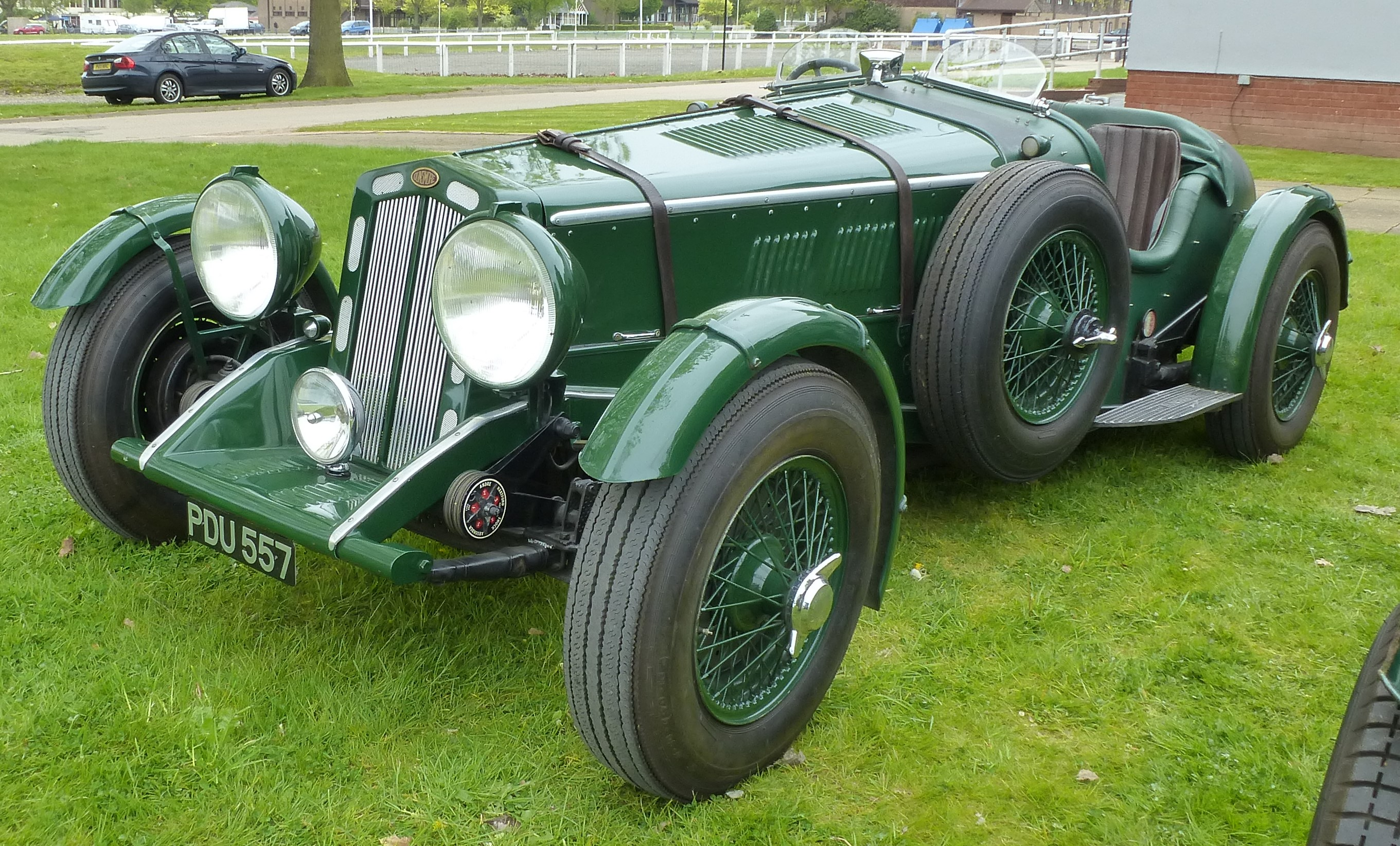
Dunsmore

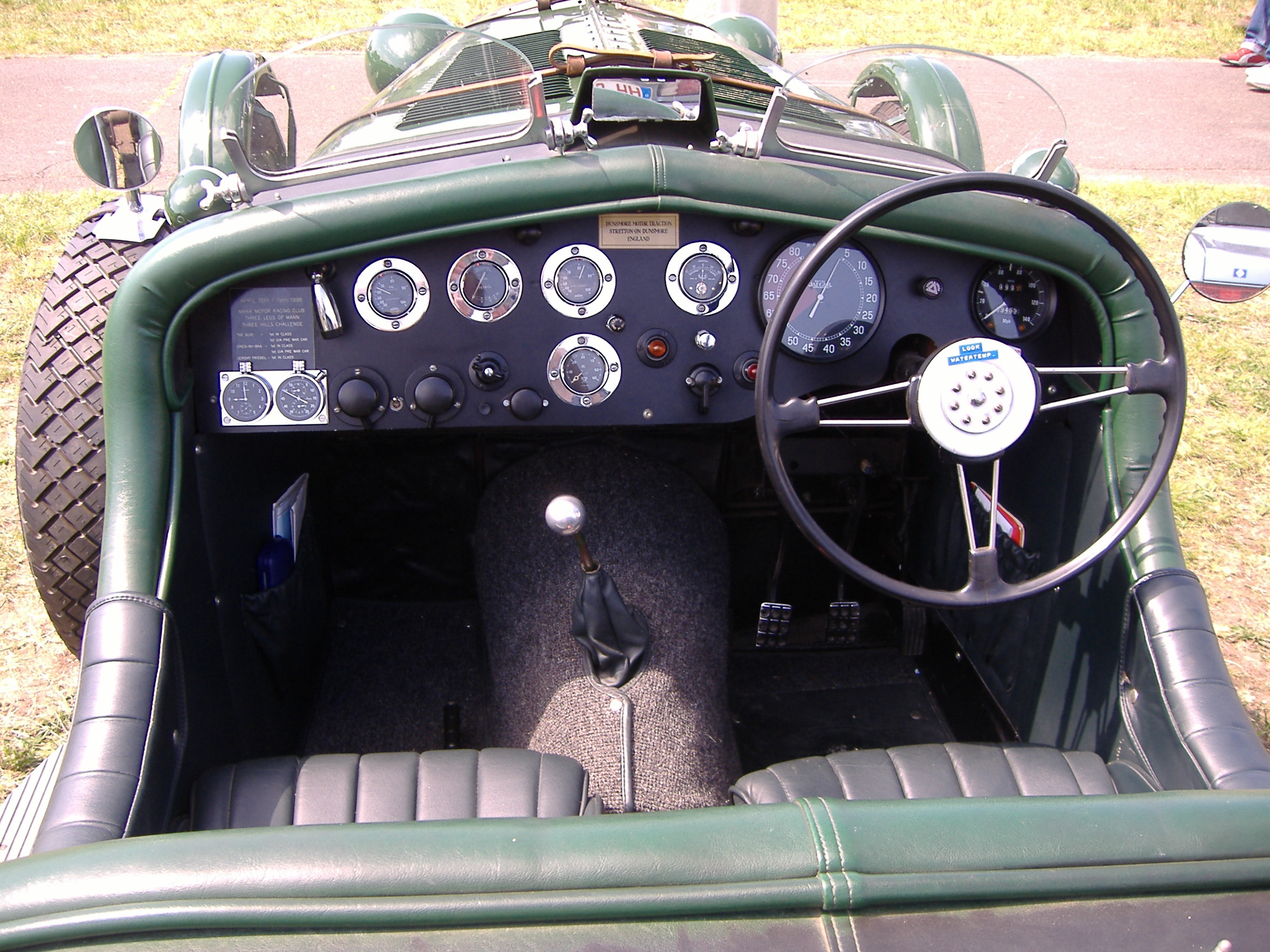
Interieur

Dunsmore Motor Traction war ein britischer Hersteller von Automobilen.

## Unternehmensgeschichte
Bill Hines gründete 1984 das Unternehmen in Stretton-on-Dunsmore in der Grafschaft Warwickshire. Er begann mit der Produktion von Automobilen und Kits. Der Markenname lautete Dunsmore. 1996 endete die Produktion. Insgesamt entstanden etwa 14 Exemplare.

## Fahrzeuge
Im Angebot standen Roadster im Stile der 1930er Jahre. Sie basierten auf Fahrzeugen von Jaguar Cars und hatten einen Leiterrahmen aus Stahl. Auf ein Karosseriegerüst aus Stahlrohren wurden Paneele aus Sperrholz oder Stahl montiert. Den Prototyp trieb ein Sechszylindermotor vom Vauxhall Ventora an. Dieses Fahrzeug hatte im Gegensatz zu den folgenden eine Hinterachse vom Austin Westminster. Die Mehrheit der Fahrzeuge wurden von einem Jaguar-Motor angetrieben. Allerdings sind auch V8-Motoren von Rover und ein Sechszylindermotor mit 4000 cm³ Hubraum von Rolls-Royce Motor Cars überliefert.